# リウドルフ (ズトフェン領主)
リウドルフ（ドイツ語：Liudolf, ? - 1031年4月11日）またはルドルフ・フォン・ブラウヴァイラー（Ludolf von Brauweiler）は、ブラウヴァイラー修道院のフォークト、ヴァルデンブルク領の相続人、および結婚によりズトフェン領主。帝国軍司令官、旗手であり恐らくケルンのフォークトでもあった。

## 生涯
リウドルフはロートリンゲン宮中伯エッツォとマティルデ・フォン・ザクセンの長男であり、神聖ローマ皇帝オットー2世の最年長の孫であった。
リウドルフはコンラディン家のズトフェン領主オットー・フォン・ハンマーシュタインの娘マティルデと結婚した。この結婚はリウドルフにトウェンテおよびヴェストファーレンの領地、ミュンスター司教領およびボルクホルスト修道院のフォークタイの権利をもたらした。以下の子女をもうけた。
- ハインリヒ1世（1031年10月31日以降没） - ズトフェン領主
- コンラート1世（1020年頃 - 1055年） - バイエルン公（1049年 - 1053年）
- アーデルハイト - 兄コンラートの相続人。ズトフェン伯となるゴットシャルクと結婚。

マティルデはオットー・フォン・ハンマーシュタインとイルミンガルト・フォン・フェルダンとの間の娘であるが、オットーとイルミンガルトは血縁関係にあり、このため娘マティルデは1018年から1027年まで庶子とみなされており（「Hammersteiner Ehe」）、この影響はリウドルフにも及んだ。
リウドルフは父エッツォの死の3年前に死去し、ブラウヴァイラー修道院に埋葬された。